# Comuna Pidlujne, Kostopil
Pidlujne (în ucraineană Підлужне) este o comună în raionul Kostopil, regiunea Rivne, Ucraina, formată din satele Korcivea, Kosmaciv, Pidlujne (reședința), Trubîți și Velîka Liubașa.

## Demografie
Componența lingvistică a comunei Pidlujne
     Ucraineană (99,25%)
     Alte limbi (0,72%)
Conform recensământului din 2001, majoritatea populației comunei Pidlujne era vorbitoare de ucraineană (99,25%), existând în minoritate și vorbitori de alte limbi.